# Asphodelus lusitanicus
Asphodelus lusitanicus là một loài thực vật có hoa trong họ Thích diệp thụ. Loài này được Cout. miêu tả khoa học đầu tiên năm 1898.